# Teatr Współczesny w Warszawie
Teatr Współczesny – teatr znajdujący się przy ul. Mokotowskiej 13 w Warszawie.

## Historia
Teatr powstał po wojnie w Łodzi jako Teatr Kameralny. W roku 1949 wszystkie teatry w Polsce upaństwowiono i zespół został przeniesiony do Warszawy. Od tamtej pory (już jako Teatr Współczesny) ma siedzibę przy ulicy Mokotowskiej 13.
Teatr założyło czworo artystów, ale kojarzono go głównie z nazwiskiem Erwina Axera, który uznawany jest za jednego z największych twórców powojennego teatru. Ideą Teatru Współczesnego było utrzymywanie intelektualnych więzi z krajami Europy Zachodniej (przy politycznemu zwróceniu się ku Wschodowi). Artyści dążyli więc do wykorzystywania literatury i kultury europejskiej, niejako „współczesnej”, do czego właśnie nawiązywała nazwa Teatru.
Przez wiele lat był to teatr wystawiający uważnie dobrane sztuki literackie w możliwie najlepszej reżyserii i obsadach. Miało to na celu swego rodzaju budowanie „wysp duchowego oporu”.
Wiele premier przeszło do historii polskiego teatru – do ważniejszych należy zaliczyć:
- 1957 – prapremiera Czekając na Godota Samuela Becketta (reż. Jerzy Kreczmar)
- 1962 – Kariera Artura Ui Bertolta Brechta (z Tadeuszem Łomnickim, reż. Erwin Axer)
- 1965 i 1997 – Tango Sławomira Mrożka (reż. Erwin Axer)
- 1983 – „Jak się kochają..” Alana Ayckbourna reż. Maciej Englert
- 1987 – Mistrz i Małgorzata Michaiła Bułhakowa (adaptacja i reż. Maciej Englert)
- 2002 – Wniebowstąpienie Tadeusza Konwickiego (adaptacja i reż. Maciej Englert)

W latach 1981–2024 dyrektorem był Maciej Englert, który kontynuował i poszerzał linię programową Axera. Od września 2024 stanowisko dyrektora objął Wojciech Malajkat.
Wystawiana jest wielka klasyka, jak i najnowsze aktualności, od społecznych dramatów po farsy.

## Dyrektorzy
- Erwin Axer (1956–1981)
- Maciej Englert (1981–2024)
- Wojciech Malajkat (od 2024)

## Aktorzy
Dawni aktorzy
- Piotr Adamczyk
- Marek Bargiełowski
- Janusz Bylczyński
- Mieczysław Czechowicz
- Mariusz Dmochowski
- Jerzy Duszyński
- Jan Englert
- Adam Ferency
- Katarzyna Figura
- Tadeusz Fijewski
- Stefan Friedmann
- Piotr Fronczewski
- Antonina Gordon-Górecka
- Krzysztof Kolberger
- Krzysztof Kowalewski
- Gabriela Kownacka
- Barbara Ludwiżanka
- Andrzej Łapicki
- Bohdan Łazuka
- Tadeusz Łomnicki
- Wojciech Machnicki
- Halina Mikołajska
- Zofia Mrozowska
- Bronisław Pawlik
- Jan Pęczek
- Beata Poźniak
- Marcin Troński
- Krzysztof Tyniec
- Grzegorz Wons
- Czesław Wołłejko
- Artur Żmijewski

Obecni aktorzy
- Katarzyna Dąbrowska
- Joanna Jeżewska
- Maja Komorowska
- Monika Krzywkowska
- Monika Kwiatkowska-Dejczer
- Marta Lipińska
- Maria Mamona
- Monika Pikuła
- Agnieszka Pilaszewska
- Natasza Sierocka
- Agnieszka Suchora
- Piotr Bajor
- Jacek Braciak
- Jacek Bursztynowicz
- Leon Charewicz
- Damian Damięcki
- Dariusz Dobkowski
- Krzysztof Dracz
- Maciej Englert
- Piotr Garlicki
- Mateusz Grydlik
- Mateusz Król
- Cezary Łukaszewicz
- Janusz Michałowski
- Szymon Mysłakowski
- Sławomir Orzechowski
- Zbigniew Suszyński
- Borys Szyc
- Krzysztof Wakuliński
- Rafał Zawierucha
- Andrzej Zieliński
- Wojciech Żołądkowicz